# Mijn geheim (televisieprogramma)
Mijn geheim was een Nederlands televisieprogramma dat in 1987 en 1988 door de TROS werd uitgezonden. Het spelprogramma werd in de vooravond uitgezonden en duurde 25 minuten.
Het programma werd gepresenteerd door Robert Long en draaide om het geheim van een aantal kandidaten die een uitzonderlijke hobby of beroep hadden of een andere bijzonderheid. De panelleden Gerard Cox, Tetske van Ossewaarde, Annemieke Verdoorn en Jan Keizer (in maart/april 1987 vervangen door Gerrie Knetemann) moesten aan de hand van cryptische omschrijvingen en door het stellen van vragen achter het geheim zien te komen. Was na de beurt het geheim nog niet geraden, dan gaf de assistente Grace nog een aanwijzing. Was het geheim dan nog niet geraden, dan werd het uiteindelijk verteld.
Opvallend was, en dat wekte ook verbazing, dat Robert Long die altijd bekendstond als een "links rebels type", nu een "rechts lullig" televisiespelletje ging presenteren, maar het programma werd wel een succes. Robert Long bleef in het quizmastervak en ging vanaf 1989 voor de VARA de televisiequiz Tien voor Taal presenteren.